# Bolmányi Ferenc

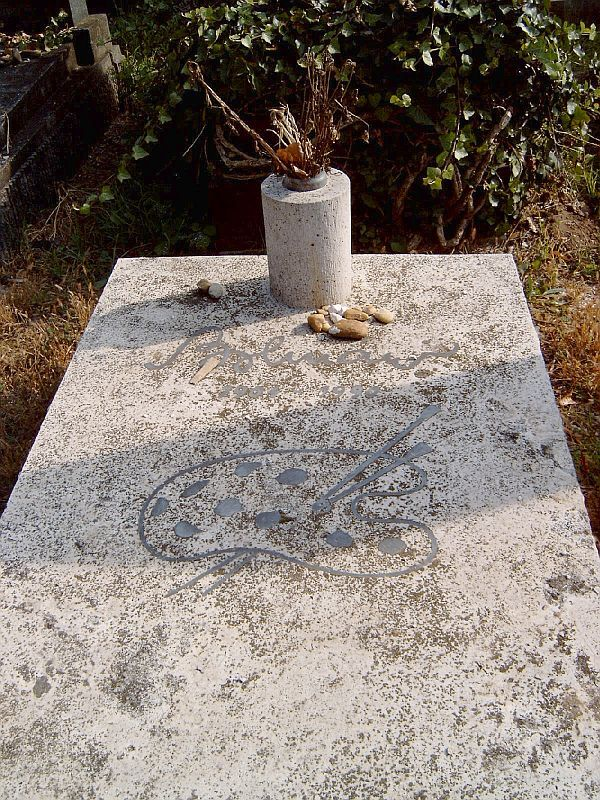
Bolmányi Ferenc sírja Kozma utcai izraelita temetőben

Bolmányi Ferenc, született Weisz (Léva, 1904. június 28. – Budapest, 1990. július 14.) magyar  festő, szobrász, érdemes művész (1978). 

## Életpályája
Weisz Sándor és Schwarcz Julianna fia. Békéscsabán végzett gimnáziumi tanulmányai után a Képzőművészeti Főiskolán  Róna Józsefnél tanult szobrászatot és Magyar-Mannheimer Gusztávnál festészetet. Kizárták a Főiskoláról, mivel a tandíjat nem bírta megfizetni. . A művészetek tanulmányozásával fejlesztette tovább tudását. Külföldi tanulmányútjai során Jugoszláviában, Olaszországban, Münchenben, Bécsben dolgozott. Hazatérése után, 1927-ben  Szentendrén bérelt műtermet és a szentendrei festők (Paizs Goebel Jenő, Vajda Lajos, Ámos Imre, Anna Margit, Korniss Dezső, Czóbel Béla) és mások társaságában festett. Itt festette 1933-tól  a Fényváros-ciklus képeit, míg Nagymaroson, majd Budapesten készültek a Robin úr és társulata képciklus festményei. 1945-től Nagymaroson képzőművészeti szabadiskolát vezetett. Festészetét az 1950-es évektől kezdve fokozatosan a nonfigurativitás,  mindent színnel kifejezni akaró érzelmi erő jellemezte. Stílusát önmaga „kozmikus realizmus”nak nevezte. Az 1960-as évektől üvegablak-terveket is készített, pl. a kecskeméti Tudomány és Technika Háza számára.

## Magánélete
Felesége Silbermann Sarolta (1910–1939) volt, Silbermann Vilmos és Urban Julianna lánya, akivel 1938. november 25-én Budapesten, a Terézvárosban kötött házasságot.

## Főbb kiállításai
- Nemzeti Szalon (1928)
- Eszék (1930)
- Glastpalast (Bécs, 1932, 1933)
- Frankel Szalon (gyűjteményes kiállítás, 1935)
- Tamás Galéria (gyűjteményes kiállítás, 1936)
- Régi Műcsarnok (Képzőművészek Szabad Szakszervezete által rendezett kiállítás, 1947)
- Fényes Adolf terem (1959, 1966)
- Ernst Múzeum (gyűjteményes kiállítás, 1973)

## Díjai, elismerései
- Műveit osztrák állami ezüstéremmel tüntették ki.
- érdemes művész (1978)

## Emlékezete
Sírja Budapesten, a Kozma utcai izraelita temetőben található.